# Coppa di Germania 2015-2016 (hockey su pista)
La Coppa di Germania 2015-2016 è stata la 30ª edizione dell'omonima competizione tedesca di hockey su pista riservata alle squadre di club. Il torneo, organizzato dalla Federazione di pattinaggio della Germania, ha avuto inizio il 14 febbraio e si è concluso il 15 maggio 2016.
Il torneo è stato vinto dal Remscheid per la 1ª volta nella sua storia.

## Risultati

### Ottavi di finale
| Squadra 1           | Risultato   | Squadra 2      |
| ------------------- | ----------- | -------------- |
| 14 febbraio 2016    |             |                |
| Walsum              | 9 - 2       | Cronenberg (B) |
| 20 febbraio 2016    |             |                |
| Blue Lions Chemnitz | 7 - 5       | Moskitos       |
| 27 febbraio 2016    |             |                |
| Germania Herringen  | 3 - 1       | Cronenberg     |
| Darmstadt           | 3 - 1       | Iserlohn       |
| Bison Calenberg     | 5 - 2       | Recklinghausen |
| Krefeld             | 4 - 3 (dtr) | Valkenswaardse |
| 20 marzo 2016       |             |                |
| Schwerte            | 1 - 13      | Remscheid      |

### Quarti di finale
| Squadra 1           | Risultato   | Squadra 2          |
| ------------------- | ----------- | ------------------ |
| 2 aprile 2016       |             |                    |
| Düsseldorf Nord     | 1 - 3       | Germania Herringen |
| Remscheid           | 8 - 5       | Walsum             |
| Darmstadt           | 3 - 2 (dtr) | Bison Calenberg    |
| Blue Lions Chemnitz | 2 - 10      | Krefeld            |

### Semifinali
| Squadra 1      | Risultato | Squadra 2          |
| -------------- | --------- | ------------------ |
| 23 aprile 2016 |           |                    |
| Krefeld        | 4 - 6     | Remscheid          |
| Darmstadt      | 3 - 6     | Germania Herringen |

### Finale
| Remscheid 14 maggio 2016 Finale di Andata | Remscheid | 3 – 3 | Germania Herringen | Sportzentrum Hackenberg |

| Hamm 15 maggio 2016 Finale di Ritorno | Germania Herringen | 3 – 7 | Remscheid | Glückauf Arena |

## Campioni
| Vincitore Coppa di Germania 2015-2016 |
| ------------------------------------- |
| Remscheid 1º titolo                   |